# Kultar myszowaty
Kultar myszowaty (Antechinomys laniger) – gatunek ssaka z podrodziny gruboogoników (Sminthopsinae) w obrębie rodziny niełazowatych (Dasyuridae).

## Zasięg występowania
Zamieszkuje głównie obszary mające mało roślinności w środkowej Australii.

## Morfologia
Długość ciała (bez ogona) 7–10 cm, masa ciała samców od 17 do 30 gramów, a samic od 14 do 29 gramów. Porusza się z prędkością do 13,8 km/h. Ich futro ma odcienie szarości i brązu. Po bokach ogona rosną cienkie włoski.

## Ekologia

### Dieta
Żywi się głównie owadami i pająkami.

### Rozród
Rozród i rozpoczęcie rui u populacji występujących na wschodzie Australii następuje w drugiej połowie roku, a u populacji zachodnich trochę później. Zwykle rodzi się 6 młodych, jednak ich liczba może wynosić od 1 do 8. Ciąża trwa od 12 do 17 dni. 

### Znaczenie
Wrogami kultara myszowatego są większe od niego zwierzęta drapieżne, w szczególności koty domowe.

## Zagrożenie i ochrona
Czerwonej księdze gatunków zagrożonych Międzynarodowej Unii Ochrony Przyrody i Jej Zasobów został zaliczony do kategorii LC (ang. least concern). Według danych opublikowanych w 2016 roku ich populacja wynosi od 20 do 100 tysięcy osobników i wykazuje tendencję spadkową. Jedną z głównych przyczyn są gatunki inwazyjne.